# Buzdartherium
Buzdartherium (що означає «Буздарський звір») — це сумнівний рід вимерлого носорогуватого ссавця з родини †Paraceratheriidae. Вид із олігоценових і, можливо, також міоценових відкладень із формації Чітарвата в Пакистані. Монотипним видом є B. gulkirao, названий у 2016 році, і його залишки були знайдені лише в басейні Сулейман (формація Читарвата), який зберігає породи, що датуються ще крейдяним періодом, хоча Індійська плита не зіткнулася з Євразійської плити приблизно до 30 мільйонів років тому, під час раннього олігоцену.

## Опис
Буздартерій був великим ссавцем із довгими громіздкими ногами та довгою шиєю, який використовувався для пошуку рослин, які входили до його раціону. Коли він повністю виріс, він досягав би 5 метрів.
Буздартерій мав довге, гладке чоло, на якому не було місць для кріплення рогів. Задня частина черепа була низькою і вузькою, без великих ламбдоподібних гребенів у верхній частині та вздовж сагітального гребеня.
Buzdartherium демонструє євразійську спорідненість і мігрував з Євразії на Індостан або навпаки через Західний і Північний Індуські шви після відходу від Гондвани в крейдяний період і після зіткнення Індійського субконтиненту з Азією, що відбулося під час ранньої іпрської епохи період еоцену, приблизно 55 мільйонів років тому.

## Класифікація
Після назви Buzdartherium був поміщений у Indricotheriinae Малхані (2016). Кладограма нижче відповідає аналізу Indricotheriinae 1989 року Лукасом і Собусом і показує найближчих родичів Buzdartherium, які були додані пізніше:

|  | Juxia                                                                                             |
|  |                                                                                                   |
|  | \| \| Urtinotherium \| \| \| \| \| \| Paraceratherium \| \| \| \| \| \| Buzdartherium \| \| \| \| |
|  |                                                                                                   |
|  | Urtinotherium                                                                                     |
|  |                                                                                                   |
|  | Paraceratherium                                                                                   |
|  |                                                                                                   |
|  | Buzdartherium                                                                                     |
|  |                                                                                                   |

|  | Urtinotherium   |
|  |                 |
|  | Paraceratherium |
|  |                 |
|  | Buzdartherium   |
|  |                 |

|  | Juxia                                                                                             |
|  |                                                                                                   |
|  | \| \| Urtinotherium \| \| \| \| \| \| Paraceratherium \| \| \| \| \| \| Buzdartherium \| \| \| \| |
|  |                                                                                                   |
|  | Urtinotherium                                                                                     |
|  |                                                                                                   |
|  | Paraceratherium                                                                                   |
|  |                                                                                                   |
|  | Buzdartherium                                                                                     |
|  |                                                                                                   |

|  | Urtinotherium   |
|  |                 |
|  | Paraceratherium |
|  |                 |
|  | Buzdartherium   |
|  |                 |

|  | Juxia                                                                                             |
|  |                                                                                                   |
|  | \| \| Urtinotherium \| \| \| \| \| \| Paraceratherium \| \| \| \| \| \| Buzdartherium \| \| \| \| |
|  |                                                                                                   |
|  | Urtinotherium                                                                                     |
|  |                                                                                                   |
|  | Paraceratherium                                                                                   |
|  |                                                                                                   |
|  | Buzdartherium                                                                                     |
|  |                                                                                                   |

|  | Urtinotherium   |
|  |                 |
|  | Paraceratherium |
|  |                 |
|  | Buzdartherium   |
|  |                 |

|  | Juxia                                                                                             |
|  |                                                                                                   |
|  | \| \| Urtinotherium \| \| \| \| \| \| Paraceratherium \| \| \| \| \| \| Buzdartherium \| \| \| \| |
|  |                                                                                                   |
|  | Urtinotherium                                                                                     |
|  |                                                                                                   |
|  | Paraceratherium                                                                                   |
|  |                                                                                                   |
|  | Buzdartherium                                                                                     |
|  |                                                                                                   |

|  | Urtinotherium   |
|  |                 |
|  | Paraceratherium |
|  |                 |
|  | Buzdartherium   |
|  |                 |